# Premio Ciudad de Barcelona
I premi Ciudad de Barcelona (in catalano Premi Ciutat de Barcelona) sono premi letterari assegnati annualmente dal Comune di Barcellona con l'obiettivo di premiare la creazione, la ricerca e la produzione di opere di qualità realizzate a Barcellona da singoli o da gruppi che lavorano per istituzioni o organizzazioni di Barcellona. Le opere premiate devono contribuire allo sviluppo della cultura e devono essere integrate nel tessuto cittadino in cui i creatori, le associazioni, le istituzioni pubbliche e le industrie culturali sono coinvolti.
I premiati ricevono una somma di denaro accompagnata da un diploma in cui è riportato il verdetto della giuria e da un oggetto-ricordo. I premi vengono assegnati da una giuria composta da cinque persone per ogni ambito. Il sindaco, considerando le proposte del Comitato esecutivo del Consiglio della cultura, designa ciascuno dei giurati.
I premi della categoria letteratura vengono assegnati circa dal 1950, e sono quindi posteriori al Premio Nadal, assegnato già a partire dal 1945.

## Categorie
- Teatro
- Danza
- Arti visive
- Audiovisivo
- Musica
- Traduzione in lingua catalana
- Letteratura in lingua catalana
- Letteratura in lingua spagnola
- Media
- Premio Agustí Duran i Sanpere de Historia de Barcelona
- Design, architettura e urbanistica
- Scienze naturali
- Scienze umane e sociali
- Innovazione tecnologica
- Educazione
- Proiezione internazionale della città di Barcellona